# Édouard Estaunié

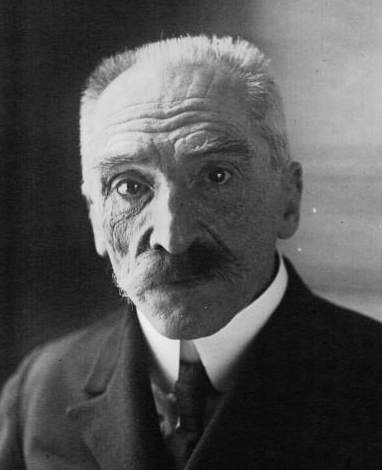
Estaunié in 1923

Édouard Estaunié (Dijon, 4 februari 1862 – Parijs, 2 april 1942) was een Frans ingenieur en schrijver.

## Biografie
Estaunié studeerde in 1882 af aan de École Polytechnique (samen met onder meer Marcel Prévost) en was beroepshalve werkzaam in de Franse administratie van post en telegraaf (de latere PTT). Hij schreef een aantal technische werken, zoals Les Sources d'énérgie électrique (1895) en Traité de communication électrique (1904). Van 1901 tot 1905 was hij directeur van de École professionnelle des postes et télégraphes. Van 1911 tot 1913 leidde hij de technische dienst die het Franse telefoonnet beheerde. Hij wordt beschouwd als uitvinder van de term "telecommunicatie". Het belangrijkste auditorium van de École nationale des télécommunications (tegenwoordig Télécom ParisTech) in Parijs draagt nu zijn naam.
Naast zijn beroep was Estaunié tevens de auteur van een aantal romans en verhalen. Reeds in 1888 debuteerde hij met de roman Un simple, gevolgd door Bonne dame. In zijn boeken observeert hij vooral de burgerlijke zeden van zijn tijdgenoten. Het zijn werken, schreef Georges Pellissier in 1901, die rijk zijn aan observation maar nog rijker aan méditation. Hij schreef een aantal van deze werken in zijn buitenverblijf in Saint-Julia in de Haute-Garonne.
Estaunié werd in november 1922 verkozen in de Académie française, waar hij Afred Capus opvolgde op Zetel 24. Hij was van 1926 tot 1929 voorzitter van de Franse auteursvereniging Société des gens de lettres.
Zijn herinneringen werden in 1973 uitgegeven.

## Werken (literaire)
- Un simple (1888)
- Bonne Dame (1892)
- L'Empreinte (1896)
- Le Ferment (1899)
- L'Épave (1901)
- La Vie secrète, (prix Femina, 1908)
- Les Choses voient (1913)
- Solitudes (1917) (bundel met drie novellen)
- L'Ascension de M. Baslèvre (1920)
- L'Appel de la route (1921)
- L'Infirme aux mains de lumière (1923)
- Le Labyrinthe (1924)
- Le Silence dans la campagne (1926)
- Tels qu'ils furent (1927)
- Madame Clapain (1932)
- Une sainte parmi nous (1937)
- Souvenirs (1973)